# José Luís Mendes de Andrade
José Luís Mendes Andrade (Fogo, 1991. január 24. –) zöld-foki labdarúgó, a Hatayspor játékosa. Beceneve Zé Luís. Posztját tekintve csatár.

## Pályafutása

### Videoton FC
José Luís Mendes Andrade 2013 júliusában egy évre kölcsönbe került a Videoton FC csapatába az SC Braga B labdarúgó-egyesülettől.

### A válogatottban

#### Góljai a zöld-foki szigeteki válogatottban
| #  | Dátum                | Ellenfél | Eredmény | Kiírás              | Esemény |
| -- | -------------------- | -------- | -------- | ------------------- | ------- |
| 1. | 2014. szeptember 6.  | Niger    | 3 – 1    | ANK-selejtező       | 24' 63' |
| 2. | 2014. szeptember 10. | Zambia   | 2 – 1    | ANK-selejtező       | 32' 64' |
| 3. | 2019. október 10.    | Togo     | 2 – 1    | barátságos mérkőzés | 46' 47' |